# Maison Brummer
La Maison Brummer (en finnois : Brummerin talo) est une maison historique du quartier de Kruununhaka à Helsinki en Finlande.

## Description
La maison Brummer sert de logement de fonction du maire de la ville d’Helsinki.  La maison est située entre la maison Balder (à gauche) et la maison Remander (à droite).

## Histoire
La maison est construite en 1823 sur les plans de  Jean Wiik pour le capitaine Kåhlman.
Un des propriétaires du terrain, H. J. Falkman, y construit une distillerie d'alcool. Après quelques changements de propriétaires, en 1887 le conseiller J. V. Brummer y ajoute un étage et fait bâtir dans la cour un atelier conçu par Theodor Höijer. La maison accueille des réunions culturelles comme celles de l'association Lauantaiseura dont les membres fonderont la Suomalaisen Kirjallisuuden Seura en 1831. 
Le maréchal Carl Gustaf Emil Mannerheim y habite aussi quelque temps à la fin de sa période de présidence.
La ville d’Helsinki rachète le bâtiment en 1959, la rénove et la transforme en logement de fonction en 1961–1962.